# Immunoglobulina G

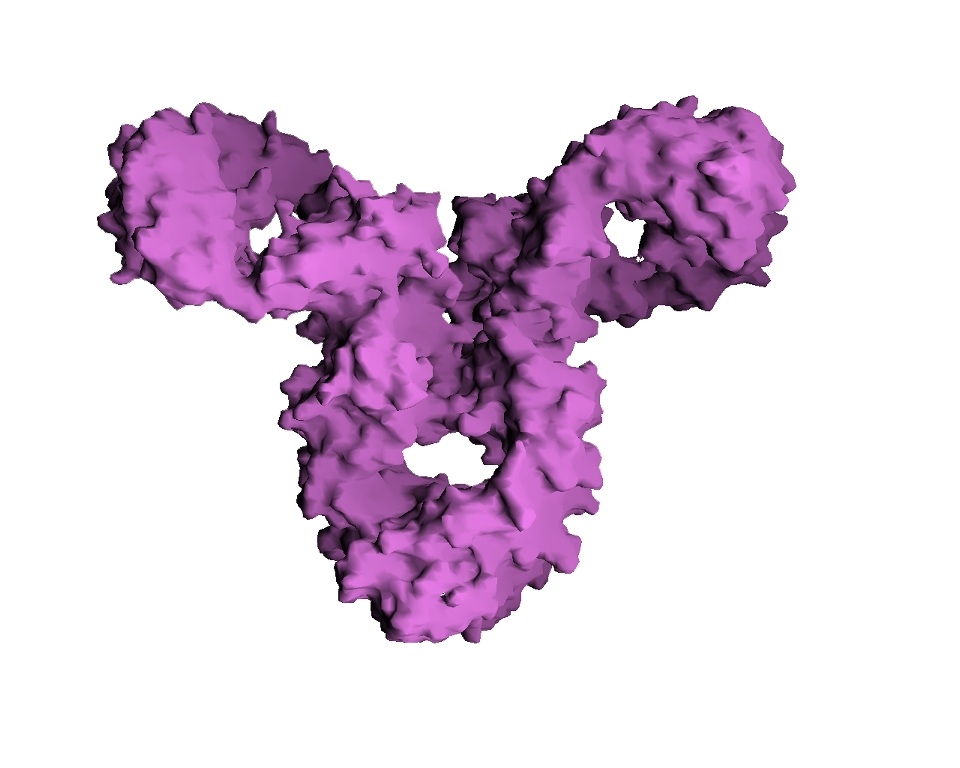
Superfície molecular de la IgG.

La immunoglobulina G (IgG) és una de les cinc classes d'anticossos humorals produïts per l'organisme. Es tracta de la immunoglobulina predominant en els fluids interns del cos, com són la sang, el líquid cefalorraquidi i el líquid peritoneal. Aquesta proteïna especialitzada se sintetitza per l'organisme en resposta a la invasió de bacteris, fongs i virus.
La IgG és l'única classe d'immunoglobulina que travessa la placenta, transmetent la immunitat de la mare al fetus. La IgG constitueix el 80% de les immunoglobulines totals. És la immunoglobulina més petita, amb una massa molecular de 150.000 Daltons, així pot passar fàcilment del sistema circulatori del cos als teixits. La síntesi de la IgG es controla principalment per l'estímul dels antigens. En el cas dels animals axènics (sense microbis), amb nivells d'IgG molt baixos, el nivell d'IgG s'eleva quan se'l trasllada a un ambient normal.
Uns nivells elevats en sang d'una IgG específica (enfront a un germen) solen ser indicatius d'una infecció antiga o crònica per a aquell germen.